# کاردیولیپین

کاردیولیپین

Cardiolipin (alternate image)

کاردیولیپین (به انگلیسی: Cardiolipin) نوعی فسفولیپید است که در غشای داخلی میتوکندری سلول‌ها یافت می‌شود. کاردیولیپین همچنین در غشای بیشر باکتریها مشاهده می‌شود. از سه مولکول گلیسرول، چهار مولکول اسید چرب و دو مولکول فسفات تشکیل شده‌است.
این ماده نقش مهمی در میتوکندری و در زنجیره انتقال الکترون برعهده دارد.
به دلیل نسبت بالای دم به سایز سر این فسفولپید، کاربرد آن در غشای میتوکندری در خم کردن غشا و به وجود آوردن کریستاها (چین‌های غشای درونی میتوکندری) است.

## بیوشیمی
از استری شدن اسید فسفاتیدیک + گلیسرول، فسفاتیدیل گلیسرول ساخته می‌شود. حال اگر این مجموعه به یک اسید فسفاتیدیک دیگر متصل شود، دی فسفاتیدیل گلیسرول خواهیم داشت. در واقع تنها لیپیدی است که بیشترین تعداد گلیسرول(۳)دارد. چون این فسفولیپید ابتدا در قلب حیوانات کشف شد به این نام خوانده شده‌است البته بعدها در سلول‌های گیاهی و باکتریها نیز مشاهده شد.
کاردیولیپین در تست VDRL با لخته‌سازی یا فلوکولاسیون اندازه‌گیری می‌شود. آنتی کاردیولیپین موجب سقط مکرر می‌شود.